# Морская платформа гравитационного типа
Морская стационарная платформа гравитационного типа (МСП-ГП) (Gravity-based structure. GBS-англ.) — платформа, удерживаемая на дне за счёт собственного веса и связей нижней части платформы с грунтом. Также встречается название: «гравитационная морская платформа».
Применяется в районах, в которых имеются или предполагаются мощные силовые воздействия, стремящиеся сдвинуть или опрокинуть платформу (сейсмическая активность, мощное течение, ветер, подвижки льда). Впервые конструкции такого рода установлены в середине 1970-х годов в районе Северного моря.
МСП-ГП может служить несущей основой для нефтяных платформ, ветроэнергетических установок, регазификационных терминалов и пр.
Изготавливается из железобетона, либо комбинированными (опоры из металла, основание из железобетона). Бетонная гравитационная платформа может быть монолитной, либо содержать в себе направляющие колонны для бурения, ячейки-резервуары для хранения нефти или топлива, используемого в качестве энергоносителя, трубопроводы.
Элементы основания доставляются к месту монтажа в виде крупных блоков. Перед установкой МСП-ГП морское дно должно быть выровнено, камни — убраны, трещины и впадины — залиты бетоном.
Преимущество МСП-ГП — доступность и малая стоимость исходных материалов, малое время установки платформы в море (примерно 24 ч вместо 7 — 12 месяцев, необходимых для установки и закрепления свайных платформ). Собственная плавучесть и наличие системы балластировки позволяют буксировать гравитационные платформы на большие расстояния и устанавливать их в рабочее положение на месте эксплуатации в море без применения дорогостоящих грузоподъёмных и транспортных средств. Также преимуществом является возможность повторного использования платформы в новом месте, повышенные виброустойчивость и огнестойкость, высокая сопротивляемость морской коррозии, незначительная деформация под воздействием нагрузок и более высокая защита от загрязнения моря.